# Chris Lebenzon
Christopher John "Chris" Lebenzon (29 de outubro de 1953) é um editor de cinema norte-americano.